# Lực lượng phản ứng 2021
《Lực lượng phản ứng 2021》(tên tiếng Anh: Armed Reaction 2021, tên tiếng Hoa: 陀槍師姐2021, tên khác: Đà Thương Sư Tỷ 2021), trước đây được gọi là《Lực lượng phản ứng V》và《Lực lượng phản ứng 2020》, là một bộ phim truyền hình hiện đại, cảnh sát, xã hội đen Hồng Kông. Với sự tham gia của Tuyên Huyên, Trần Hào, Đằng Lệ Danh và La Tử Dật, và các diễn viên phụ khác như Hứa Thiệu Hùng, Hồng Vĩnh Thành, Đặng Bội Nghi, Trịnh Tuấn Hoằng, Hải Tuấn Kiệt, Quan Diệu Tuấn, Lý Thành Xương, Lư Uyển Nhân, Lâm Dĩnh Đồng, Triệu Vĩnh Hồng, Huỳnh Kiến Đông, Trương Ngạn Bác và các diễn viên khác. Đây là phần phim thứ 5 của loạt phim nổi tiếng "Lực lượng phản ứng"

## Nội dung
Hơn một thập kỷ sau câu chuyện của "Lực lượng phản ứng IV", thanh tra Đới An Na (do Tuyên Huyên thủ vai) đã an nhàn lui về vị trí hậu cần bộ phận quản lý hồ sơ. Sau khi cùng phá án với nam thần của cô - Mông Hán Sâm (do Trần Hào thủ vai), sếp của anh ta là Vi Tiểu Siêu (do Hứa Thiệu Hùng thủ vai) đã sắp xếp cho hai người cùng nhau gia nhập Bộ phận mới của Sở cảnh sát là Tổ huyền án. Dưới sự lãnh đạo của Hán Sâm, anh ta cùng các thành viên với những "đặc điểm riêng biệt" của mình  đã điều tra những vụ án không đáng quan tâm, đã bị quên lãng đối với thế giới bên ngoài. Hán Sâm không hài lòng với An Na và hai người đấu đá với nhau cho đến khi câu chuyện An Na sợ sử dụng súng vì bị cướp bị tiết lộ, và hai người bắt đầu phải lòng nhau! An Na gặp lại Lưu Đạt Hoa (do La Tử Dật thủ vai), một cậu bé do cô dạy kèm đã mất liên lạc nhiều năm trước, và bây giờ anh ta đã trở thành một đặc vụ ngầm. Bị thúc đẩy bởi cảm xúc và cảm giác tội lỗi, liệu An Na có thể cầm súng trở lại và phục sinh, và trở thành một thế hệ mới của "Đà Thương Sư Tỷ"?

## Diễn viên

### Sở cảnh sát Hồng Kông

#### Trụ sở cảnh sát khu vực Tây Cửu Long
| Diễn viên      | Vai diễn      | Miêu tả |
| -------------- | ------------- | --- |
| Hứa Thiệu Hùng | Vi Tiểu Siêu  | Sếp Vi, Tiểu Siêu, Suy Lão (tên đặc biệt do Mông Hán Sâm gọi) Thanh tra cao cấp của Trụ sở quận Tây Cửu Long (đang hoạt động) Chồng của Ông Châu Địch Cấp trên của Trần Tam Nguyên Cấp trên và người liên lạc của Lưu Đạt Hoa Cấp trên và bạn của Mông Hán Sâm Cấp trên và anh họ của Đới An Na |
| An Đức Tôn     | Vương Cảnh Ty | Cảnh sát Đã xuất hiện trong tập 1 |
| Lý Cẩm Liên    | Lý Cảnh Ty    | Cảnh sát Đã xuất hiện trong tập 1 |

#### Tổ trọng án Tây Cửu Long (RCU)
| Diễn viên        | Vai diễn        | Miêu tả |
| ---------------- | --------------- | --- |
| Đằng Lệ Danh     | Trần Tam Nguyên | Madam Trần, Sammy, Tam Nguyên Cảnh sát tuần tra quân trang của Đồn cảnh sát địa phương Du Ma → Đội đặc nhiệm VICE → Tổ hành động chống khiêu dâm SDS → Lực lượng di động PTU → Tổ trọng án → Tổ xung phong EU → Tổ điều tra lạm dụng trẻ em CAIU → Thanh tra thực tập của Sở Giao thông Tây Cửu Long → Thanh tra Sở Giao thông Tây Cửu Long → Thanh tra cấp cao Tổ trọng án Tây Cửu Long Biên hiệu cảnh sát: WSP20447 Nữ cảnh sát Hồng Kông đầu tiên bắn súng khi làm nhiệm vụ Cấp dưới của Vi Tiểu Siêu Cấp trên của Lương Triệu Hy và có tình cảm với anh Vợ của Trình Phong, cô chưa bao giờ quên được anh Mẹ của Trình Sa Sa, Trình Gia Gia và Trình Trác Trác Con gái lớn của Trần Đại Sanh và Vương Nhị Muội Chị cả của Trần Tứ Hỷ và Trần Ngũ Phúc Cháu gái của Trần Tiểu Sanh Con dâu của Trình Thủ Trung và Hà Kim Mai Đồng nghiệp và bạn cũ của Chu Tố Nga và Vệ Anh Tư Có tình cảm với Mông Hán Sâm Năm 1999, bị Bào Quốc Bình cưỡng hiếp Năm 2003, đau lòng vì Trình Phong lao xe xuống ô tô, sống chết không rõ nên cô đã làm việc để che đậy nỗi đau bên trong, cho đến khi gặp Mông Hán Sâm, cô thấy hình dáng của Trình Phong trong anh nên đã có ấn tượng tốt với anh. Trong tập 5, do hợp đồng thuê kho lưu trữ mini chứa di vật của Trình Phong hết hạn nên cô phải đối mặt với sự thật đã mất Trình Phong lần nữa, cuối cùng cô đã quyết định quên anh, bắt đầu làm lại từ đầu và quyết định rời Hồng Kông một thời gian. Trong tập 26, cô trở lại tiếp quản vụ án hình sự của Tiền Thuận Triều Trong tập 27, cô phát hiện An Na không thể cầm súng và khiển trách cô Trong tập 28, Trình Sa Sa bị bắt cóc nhằm đe dọa cô giao ra thẻ USB chứa bằng chứng buộc tội Tiền Thuận Triều Trong tập 29, cô thương lượng với Trung Diệu Trung và bị thương, trong cùng tập đó, mẹ cô biết được và yêu cầu cô phải từ chức Trong tập 30, cùng với Trình Sa Sa, hai người đã tra tấn bằng nhiều cách khiến Nhị Muội phải từ bỏ ý định yêu cầu cô từ chức Xem thêm tại Lực lượng phản ứng, Lực lượng phản ứng II, Lực lượng phản ứng III, Lực lượng phản ứng IV |
| Hải Tuấn Kiệt    | Lương Triệu Hy  | Sếp Lương, Triệu Hy, Tên Nhỏ Mọn (tên đặc biệt do Vi Tiểu Siêu và Mông Hán Sâm gọi), Lương Nhỏ Mọn (tên đặc biệt do Tổ huyền án gọi), Sếp Nhỏ mọn (tên đặc biệt do Đới An Na và Mông Hán Sâm gọi) Thanh tra của Điểm O → Thanh tra của Tổ điều tra tội phạm thương mại → Chánh thanh tra của Tổ trọng án Tây Cửu Long → Chánh thanh tra của Đội Phi Hổ (đang hoạt động) Cấp dưới của Trần Tam Nguyên và có tình cảm với cô Thường xuyên chế giễu Tổ huyền án về các vụ án kỳ lạ và cách điều tra của họ Đối thủ của Mông Hán Sâm, thường xuyên đấu đá nhau nhưng cuối cùng đã hòa giải Chuyển đến Đội Phi Hổ trong tập 30 Là phiên bản thay thế cho Trình Phong của 4 phần đầu |
| Tăng Thục Nhã    | Jackie          | Cấp dưới của Lương Triệu Hy Đã xuất hiện trong tập 1 |
| Khâu Tử Khiêm    | Andy            | Cấp dưới của Lương Triệu Hy Đã xuất hiện trong tập 1 |
| Diêu Hoành Viễn  | Leon            | Cấp dưới của Lương Triệu Hy Đã xuất hiện trong tập 1 |
| Huỳnh Diệu Hoàng | Aaron           | Cấp dưới của Lương Triệu Hy Đã xuất hiện trong tập 1 |

#### Tổ điều tra đặc biệt các vụ huyền án (Cold Case Special Investigation Unit)
- Tên gọi tắt: Tổ Huyền án
- Bắt đầu hoạt động trong tập 3

| Diễn viên         | Vai diễn         | Miêu tả |
| ----------------- | ---------------- | --- |
| Trần Hào          | Mông Hán Sâm     | Hanson, Sếp Mông, Sếp Mộng (Ngu muội - tên đặc biệt do Tổ huyền án gọi), Suy Thần (tên đặc biệt do Đới An Na gọi) Chánh thanh tra Đội Phi Hổ (Đội hành động) → Chánh thanh tra Tổ huyền án → Chánh thanh tra Tổ trọng án Tây Cửu Long Là người có lòng tự trọng cao và sĩ diện Chồng cũ của Quan Sa Đại Cấp dưới của Vi Tiểu Siêu Sếp của Đới An Na, sau này trở thành bạn trai của An Na và cuối cùng làm chồng sắp cưới của cô Cấp dưới của Trần Tam Nguyên và cô có ấn tượng rất tốt với Mông Hán Sâm Cấp trên của Mã Khải Phàm, Chung Nhất Điển, Lý Chí Long và Phương Tiểu Kiều, ban đầu Mông Hán Sâm rất không hài lòng về thái độ làm việc cẩu thả và thường xuyên nhắm tới họ, nhưng sau một thời gian, Hán Sâm nhận ra điểm mạnh của họ và bắt đầu chấp nhận họ Đối thủ của Lương Triệu Hy, thường xuyên đấu đá nhau nhưng cuối cùng cả hai đã hòa giải Bị chuyển công tác đến Tổ điều tra đặc biệt các vụ huyền án trong tập 3 Đã hẹn hò với Tam Nguyên trong tập 5, tuy nhiên vẫn bị cô từ chối vì anh không thể nào vượt qua hình bóng của Trình Phong trong cô Trong tập 9, anh đã chủ dộng lấy lòng An Na qua sự gợi ý của Tiểu Siêu để có thể dễ quản lý cấp dưới hơn. Cuối cùng, kế hoạch của anh ta bị phát hiện và bị An Na đe dọa từ tập 9 đến 12 Trong tập 13, Hán Sâm khi biết được bí mật của Lưu Đạt Hoa, và theo yêu cầu của Tiểu Siêu để Đạt Hoa không làm ảnh hưởng đến hoạt động của mình bởi An Na. Anh đã liên tục dùng nhiều lý do để lôi kéo An Na đi. Và từ từ An Na có ấn tượng tốt hơn với anh. Trong tập 15, vì không có ai bầu bạn trong ngày kỷ niệm ly hôn của mình, anh đã cảm thấy rất cô đơn và uống rượu một mình. Nên anh đã để An Na đi cùng mình và đưa mình về nhà. Trong tập 16, anh cảm nhận được sự cô đơn của Đới An Na trong đoạn phim bắt chước phim truyền hình, anh đã quyết định nói cho cô biết sự thật về thân thế của Đạt Hoa Trong tập 17, anh đã tỏ tình với Diana và trở thành bạn trai của cô Trong tập 22, Hanson đã mua một con búp bê tặng để lấy lòng Diana, và điều đó khiến Quan Sa Đại thấy ganh tỵ và ghen ghét Trong tập 23, Hanson đã yêu cầu được dành một ngày đặc biệt với Diana, tuy nhiên Diana đã hiểu lầm rằng anh ta không vui vì kỷ niệm ngày cưới với Sa Đại, và giải thích rằng lý do khiến cô ấy không vui chỉ là chạy xuống cầu thang và mất đi cảm giác xấu hổ với Lương Triệu Hy Trong tập 26, dưới sự phá hoại nhiều lần khác nhau của Quan Sa Đại, Hán Sâm đã nhầm tưởng rằng mình cần cho Diana cảm giác an toàn, và tổ chức một buổi cầu hôn mà Hán Sâm không có ý định cầu hôn cô, nhưng vì những thủ đoạn cay độc của Sa Đại, trái tim của Diana trở nên thờ ơ và cô đã quyết định chia tay với anh Trong tập 27, anh biết được rằng Quan Sa Đại tức giận vì Tiền Thuận Triều đã khiến Bonnie phải thay đổi lời thú nhận của mình, và từ chối sự sẵn sàng hòa giải mặt đối mặt của cô ấy. Trong tập 28, anh đã biết được sự thật về những thủ đoạn nham hiểm của Quan Sa Đại và đã đoàn tụ với Diana. Cũng trong tập này, anh ấy đã tìm thấy thành công chiếc USB mà Sa Đại đã gửi cho mình trước khi chết theo hướng dẫn của Đạt Hoa. Anh được chuyển công tác đến Tổ trọng án Tây Cửu Long và cầu hôn Diana trong tập 30 Tên ám chỉ: Mông Hán Minh |
| Đãi Tra (lúc nhỏ) | Đới An Na        | Diana, Chị Na, A Na, Chị Banana (tên đặc biệt do Lưu Đạt Hoa gọi) Thanh tra chi cục quan hệ công chúng cảnh sát (theo lệnh gọi của cảnh sát) → Thanh tra cục lưu trữ cảnh sát, trụ sở Tây Cửu Long → Thanh tra Tổ huyền án Biên hiệu cảnh sát: WIP32044 |
| Tuyên Huyên       | Đới An Na        | Diana, Chị Na, A Na, Chị Banana (tên đặc biệt do Lưu Đạt Hoa gọi) Thanh tra chi cục quan hệ công chúng cảnh sát (theo lệnh gọi của cảnh sát) → Thanh tra cục lưu trữ cảnh sát, trụ sở Tây Cửu Long → Thanh tra Tổ huyền án Biên hiệu cảnh sát: WIP32044 |
| Trương Ngạn Bác   | Mã Khải Phàm     | A Phàm, Khải Phàm, Ma Quỷ Phàm Trung sĩ của Tổ huyền án Đặc biệt luôn siêng năng và làm việc nghiêm túc Cấp dưới của Mông Hán Sâm và Đới An Na Tốt nghiệp Học viện cảnh sát cùng lớp với Lý Chí Long Đồng nghiệp của Phương Tiểu Kiều và có tình cảm với cô Xuất hiện trong tập 3 Làm bạn trai của Tiểu Kiều trong tập 30 Tên đồng âm: Ma Quỷ Phiền (Rất rắc rối) |
| Triệu Vĩnh Hồng   | Chung Nhất Điển  | Sếp Tới Giờ, Tới Giờ Trung sĩ của Tổ huyền án → Thanh tra của Tổ huyền án Rất lười biếng, thường nghỉ việc vào cuối giờ, hiếm khi tăng ca Cấp dưới của Mông Hán Sâm và Đới An Na Cha của Phong Tử Xuất hiện trong tập 3 Được thăng chức thanh tra tập sự trong tập 30 |
| Huỳnh Kiến Đông   | Lý Chí Long      | GD, A Long, Hậu Thiết Sĩ quan của Tổ huyền án Có ước mơ thích làm người nổi tiếng Cấp dưới của Mông Hán Sâm và Đới An Na Tốt nghiệp Học viện cảnh sát cùng lớp với Mã Khải Phàm Xuất hiện trong tập 3 Tên ám chỉ: Nghệ sĩ G-Dragon |
| Lâm Dĩnh Đồng     | Phương Tiểu Kiều | Joyce, Củ Kiệu, Trứ Danh Muội Sĩ quan của Tổ huyền án Cấp dưới của Mông Hán Sâm và Đới An Na Con gái của Trần Thái Phụng Đồng nghiệp của Mã Khải Phàm và có tình cảm với anh Xuất hiện trong tập 3 Trở thành bạn gái của Mã Khải Phàm trong tập 30 Tên ám chỉ: Diễn viên Triệu Tiểu Kiều |

#### Các bộ phận khác
| Diễn viên         | Vai diễn              | Miêu tả |
| ----------------- | --------------------- | --- |
| La Tử Dật         | Lưu Đạt Hoa           | Hoa Dee, Anh Dee Trước đây tên là Lưu Chí Minh Sinh ngày 3 tháng 7 năm 1990 Cảnh sát chìm, đã lấy lại tư cách cảnh sát và trở lại lực lượng cảnh sát trong tập 30 Cựu thành viên Đội Phi Hổ, đã nhận nhiệm vụ quan trọng trong tập 30 Cấp dưới của Vi Tiểu Siêu Cấp dưới cũ của Mông Hán Sâm Xem Băng đảng xã hội đen「Nguyên Ưng」 |
| Lưu Bội Nguyệt    | Trác Y Đình           | Cảnh sát tuần tra quân trang Biên hiệu cảnh sát: PC38311 Đã xuất hiện trong tập 1, rất hâm mộ Đới An Na Tên ám chỉ: Diễn viên Hà Y Đình |
| Lý Hiển Diệu      | Cảnh sát              | Đã xuất hiện trong tập 1 |
| Chu Gia Toàn      | Cảnh sát              | Đã xuất hiện trong tập 1 |
| Đặng Mỹ Hân       | Cảnh sát              | Đã xuất hiện trong tập 1 |
| Huỳnh Tử Thông    | Cảnh sát              | Đã xuất hiện trong tập 1 |
| Dư Phú Căn        | Đặc vụ                | Đã xuất hiện trong tập 1 |
| Trần Kiến Văn     | Đặc vụ                | Đã xuất hiện trong tập 1 |
| Trịnh Vịnh Khiêm  | Đặc vụ                | Đã xuất hiện trong tập 1 |
| Thiệu Triển Bằng  | Đặc vụ                | Đã xuất hiện trong tập 1 |
| Trần Tiễn Hạo     | Thành viên đội Phi Hổ | Đã xuất hiện trong tập 1 |
| Huỳnh Nhuận Thành | Thành viên đội Phi Hổ | Đã xuất hiện trong tập 1 |
| Tăng Hải Xương    | Thành viên đội Phi Hổ | Đã xuất hiện trong tập 1 |
| Trần Gia Duy      | Thành viên đội Phi Hổ | Đã xuất hiện trong tập 1 |
| Hứa Tư Mẫn        |                       | Lao công (xuất hiện trong tập 1) |
| Lý Kiện           |                       | Chuyên gia Bộ phận Nhân dạng Tài liệu (xuất hiện trong tập 1) |

### Băng đảng xã hội đen「Nguyên Ưng」
- Bị tan rã trong tập 30

### Các vụ án đơn vị

#### Vụ án đặt bom liên hoàn (Tập 1 - 3)
| Diễn viên | Vai diễn | Miêu tả |
| --------- | -------- | --- |
| Đỗ Yến Ca | Lương    | Chủ cũ của một tiệm「Cơm bít tết heo」nổi tiếng Bị mù màu Biết cách chế tạo bom tự chế Xuất hiện ở tập 2 Bị bắt ở tập 3 |

### Các nhân vật khách mới đặc biệt (theo thứ tự xuất hiện)
| Diễn viên | Vai diễn | Miêu tả                                                                                             |
| --------- | -------- | --------------------------------------------------------------------------------------------------- |
| La Lan    | Bà Lâm   | Bà cô ruột Dì của Mông Hán Sâm Thường xuyên chống đối, không thích Đới An Na Xuất hiện trong tập 24 |

### Các nhân vật của 4 phần trước xuất hiện trong đọan hồi tưởng
- Các nhân vật sau xuất hiện trong tập 5 và 29
- Chỉ giới hạn cho một số nhân vật cũ quan trọng có trong đoạn hồi tưởng

## Sản xuất
Năm 20121